# Bernard White
Bernard White (Colombo, 8 juni 1959) is een in Sri Lanka geboren Amerikaans acteur, filmregisseur en scenarioschrijver.

## Biografie
White werd geboren in Colombo, Sri Lanka en groeide op in Detroit (Michigan). Hij doorliep de high school aan de Detroit Catholic Central High School in Detroit waar hij in 1977 zijn diploma haalde. Hierna studeerde hij af aan de Michigan State University in East Lansing.
White is in het verleden tweemaal getrouwd geweest, hij is nu wederom getrouwd.

## Filmografie

### Films
Selectie:
- 2014 Captain America: The Winter Soldier - als Councilman Jakuna Singh
- 2010 It's Kind of a Funny Story – als Muqtada
- 2009 Alvin and the Chipmunks: The Squeakquel – als dokter
- 2006 American Dreamz – als Agha Babur
- 2004 Raising Helen – als Ravi Prasad
- 2003 The Matrix Revolutions – als Rama-Kandra
- 2002 The Scorpion King – als valkenmeester
- 2000 Pay It Forward – als politieagent

### Televisieseries
Selectie:
- 2023 What If...? - als Councilman Jakuna Singh (stem) - 1 afl.
- 2022 Big Sky - als Veer Bhullar - 8 afl.
- 2018-2020 Kidding - als Scott Perera - 15 afl.
- 2014-2019 Silicon Valley - als Denpok - 14 afl.
- 2019 Claws - als gouverneur Vikram Patel III - 4 afl.
- 2018 The Blacklist - als Zarak Mosadek - 2 afl.
- 2017 Homeland - als Farhad Nafisi - 3 afl.
- 2015 The Brink - als generaal Haroon Raja - 4 afl.
- 2013 Touch – als dr. Robert McCormick – 2 afl.
- 2013 Castle – als Anwar El-Masri – 2 afl.
- 2003-2004 JAG – als Sadik Fahd – 4 afl.
- 2003 24 – als Imam Al-Fulani – 2 afl.
- 1997 Pensacola: Wings of Gold – als Ramon Toledo – 2 afl.
- 1989-1991 Dragnet – als Carl Molina – 46 afl.
- 1988 Knots Landing – als Chava Rivas – 6 afl.
- 1985-1987 Santa Barbara – als Angel – 14 afl.
- 1983 Days of Our Lives – als Snake Selejko – 2 afl.

### Filmregisseur
- 2001 The Want – film

### Scenarioschrijver
- 2001 The Want – film
- 2000 Remember a Day – film

- Biblioteca Nacional de España: XX4955039
- Gemeinsame Normdatei: 1061823059
- International Standard Name Identifier: 0000 0003 6710 267X
- Library of Congress Control Number: no2012008949
- Virtual International Authority File: 231374496
- WorldCat: E39PBJy4jKPQQhKvvJGbgMp9Dq